# Plana (Kolašin)
Pour les articles homonymes, voir Plana.
Plana (en serbe cyrillique : Плана) est un village du centre du Monténégro, dans la municipalité de Kolašin.

## Démographie

### Évolution historique de la population
| 1948 | 1953 | 1961 | 1971 | 1981 | 1991 | 2003 |
| ---- | ---- | ---- | ---- | ---- | ---- | ---- |
| 162  | 156  | 118  | 125  | 123  | 130  | 123  |